# Pál Titkos
Pál Titkos (en húngaro: Titkos Pál, nacido como Pál Titschka; Kelenvölgy, Imperio austrohúngaro, 8 de enero de 1908-Budapest, 9 de octubre de 1988) fue un jugador y entrenador de fútbol húngaro. En su etapa como jugador profesional se desempeñaba como delantero. 
Marcó dos goles en la Copa del Mundo de 1938, incluyendo uno contra Italia en la propia final.

## Selección nacional
Fue internacional con la selección húngara en 48 ocasiones y convirtió 12 goles, incluyendo uno convertido en la final de la Copa del Mundo de 1938. No obstante, su selección terminó cayendo por 4-2 ante los italianos.

### Participaciones en Copas del Mundo
| Mundial                        | Sede    | Resultado  | Partidos | Goles |
| ------------------------------ | ------- | ---------- | -------- | ----- |
| Copa Mundial de Fútbol de 1938 | Francia | Subcampeón | 2        | 1     |

## Equipos

### Como jugador
| Equipo       | País    | Año       |
| ------------ | ------- | --------- |
| Budai 33     | Hungría | 1926-1929 |
| MTK Budapest | Hungría | 1929-1940 |
| Kispest      | Hungría | 1940-1944 |

### Como entrenador
| Equipo             | País                  | Año       |
| ------------------ | --------------------- | --------- |
| Kispest            | Hungría               | 1942-1943 |
| MTK Budapest       | Hungría               | 1946-1947 |
| Kelenvölgy         | Hungría               | 1950-?    |
| Al-Ahly SC         | República Árabe Unida | 1957-?    |
| Selección nacional | República Árabe Unida | 1958-1961 |
| Salgótarjáni BTC   | Hungría               | 1959-1962 |
| Zalaegerszegi TE   | Hungría               | 1963      |
| Szolnoki MTE       | Hungría               | 1964      |
| Kecskeméti Dózsa   | Hungría               | 1965-1967 |

## Palmarés

### Como jugador

#### Campeonatos nacionales
| Título              | Equipo       | País    | Año  |
| ------------------- | ------------ | ------- | ---- |
| Copa de Hungría     | MTK Budapest | Hungría | 1932 |
| Nemzeti Bajnokság I | MTK Budapest | Hungría | 1936 |
| Nemzeti Bajnokság I | MTK Budapest | Hungría | 1937 |

#### Distinciones individuales
| Distinción                    | Año  |
| ----------------------------- | ---- |
| Futbolista del año en Hungría | 1937 |

### Como entrenador

#### Copas internacionales
| Título                    | Equipo                | Sede                  | Año  |
| ------------------------- | --------------------- | --------------------- | ---- |
| Copa Africana de Naciones | República Árabe Unida | República Árabe Unida | 1959 |

#### Distinciones individuales
| Distinción | Año  |
| ---------- | ---- |
| Mesteredző | 1961 |